# Mare mare
Mare mare (indicato anche come Mare mare (Bologna-Riccione)) è un singolo del cantante italiano Luca Carboni, pubblicato nel 1992 come secondo estratto dal quinto album in studio Carboni.

## Descrizione
Il testo è scritto dallo stesso Carboni, che ha curato la musica insieme al produttore Mauro Malavasi. Con questo brano l'interprete si presentò al Festivalbar 1992, uscendone vincitore assoluto. A settembre Carboni eseguì la canzone a Vota la voce e si aggiudicò il premio come miglior artista maschile.
Nel 2013 Carboni ha reinciso il brano in duetto con Cesare Cremonini, inserendola nell'album Fisico & politico. Nel 2020 è stato incluso tra i 45 brani più belli della musica italiana all'interno dell'evento radiofonico I Love My Radio.

## Tracce
CD (Italia), 12" (Italia)
1. Mare mare (B.Box Remix) – 5:54 (testo: Luca Carboni – musica: Mauro Malavasi)
2. Mare mare (Radio Remix) – 4:13
3. Mare mare (B.Box Instrumental) – 5:53
4. Mare mare (Acappella) – 3:39
5. Mare mare (LP Version) – 4:38

CD (Germania)
1. Mare mare – 3:54
2. Le storie d'amore – 4:59
3. Ci vuole un fisico bestiale – 4:10

CD – Mare mare 2000 Remix
1. Mare mare (Maremix 123 BPM) – 4:10
2. Mare mare (Sea Sea Remix 100 BPM) – 4:16
3. Mare mare (Ibiza Radio Mix) – 4:12
4. Mare mare (Main 12" Mix) – 6:51

## Formazione
- Luca Carboni – voce, pianoforte
- Mauro Malavasi – programmazione, tromba, arrangiamento
- Mauro Patelli - chitarra elettrica
- Mauro Spina - batteria

Produzione
- Mauro Malavasi – produzione, missaggio, mastering

## Classifiche
| Classifica (1992) | Posizione massima |
| ----------------- | ----------------- |
| Italia            | 1                 |

## Cover
Nel 2011 i The Walrus hanno realizzato una cover del brano, inclusa nella raccolta Cantanovanta pubblicata dalla Garrincha Dischi.
Nel 2020 Elisa ha proposta una propria versione del brano per il progetto I Love My Radio.